# Xenosaga

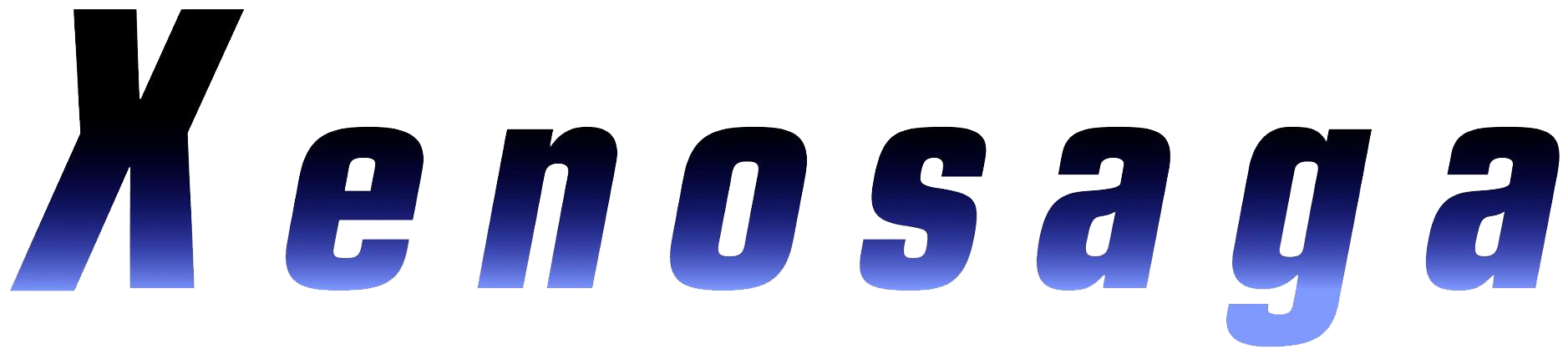
Logo general de la saga

Xenosaga es una serie de videojuegos del género JRPG, con temáticas de ciencia ficción, space opera y ciertos elementos provenientes de doctrinas como el gnosticismo. Fueron publicados por Namco, y desarrollados por Monolith Soft, quienes más tarde desarrollarían también la popular saga Xenoblade Chronicles, la cual reutiliza numerosos conceptos e ideas. 
La historia principal de Xenosaga está compuesta una trilogía de videojuegos para PlayStation 2, a la que se añaden otros proyectos adicionales como CD-dramas, videojuegos spin-off, y adaptaciones a manga y anime.
La serie de Xenosaga sirve como un sucesor espiritual al juego Xenogears, que fue lanzado en 1998 para la PlayStation por Squaresoft (Square Enix). Aparte de alusiones, conexiones estilísticas, y de las similitudes del diseño, que resultan fácilmente visibles, existen sutiles conexiones entre ambas historias. Aunque la trama en si jamás muestra dicha conexión de forma palpable, personajes como Nephilim y Abel fácilmente son reconocibles como versiones infantiles de Fei Fong Wong y Elhaim, o Elly, del juego Xenogears, además del papel central que juega Zohar en la historia, que es también compartido en Xenogears. La idea que plantea la serie Xenosaga es ser un antecesor a los eventos que ocurren en Xenogears, explicando el origen de Fei y Elhaim, así como del Zohar. A pesar de esto, ambas franquicias toman lugar en universos diferentes, así que no están directamente relacionadas. 
El creador tanto de Xenogears como Xenosaga es Tetsuya Takahashi, que dejó Squaresoft en 1998 junto con Hirohide Sugiura. Utilizando los fondos de Namco, crearon Monolith soft y el proyecto de Xenosaga. 
El primer juego en la trilogía fue el Episode I: Der Wille zur Macht, lanzado en febrero de 2002 en el mercado japonés y un año después en el mercado estadounidense.
El Episode II: Jenseits von Gut und Böse fue lanzado en junio de 2004 en Japón y febrero de 2005 en Norteamérica. Antes del lanzamiento del episodio 2 en Norteamérica, se estrenaba el anime de Xenosaga (basado en el primer episodio); También se lanzaba el juego de Xenosaga: Pied Piper, un juego para móviles que contaba la historia del ciborg "Ziggurat 8" 100 años antes del comienzo del Episodio I (este no fue lanzado para el mercado estadounidense).
El Episode III: Also sprach Zarathustra fue lanzado el 6 de julio de 2006, dando por terminada la historia. A pesar de ello se ha desarrollado una nueva versión de los primeros dos episodios para la Nintendo DS.
Los tres episodios de la trilogía de Xenosaga se denominan como los libros de Friedrich Wilhelm Nietzsche (Varios conceptos y referencias a Nietzsche aparecen en la saga).

## Historia
Es el año T.C. 4767, y la humanidad habita en planetas lejanos y colonias artificiales. La Tierra parece haber desaparecido; ha sido borrada del mapa y renombrada como "Lost Jerusalem". La capital de todo espacio conocido es Fifth Jerusalem, donde la Federación Galáctica supuestamente vigila a la humanidad. 
Desde hace 14 años, un misterioso enemigo conocido como el Gnosis ha atacado las colonias del hombre aparentemente de forma indiscriminada. Se acepta en gran parte que el Gnosis fue traído al universo por un científico llamado Joachim Mizrahi durante el Conflicto de Miltian de T.C. 4753, pero hay más acerca de esa historia de lo que la gente sabe.
Desde que es descubierto en "Lost Jerusalem" un artefacto conocido como Zohar, este ha sido sumamente buscado, a pesar de haber causado la desaparición de la Tierra, por varias facciones — principalmente la sociedad subterránea de Ormus y la Federación Galáctica — que desean aprovechar su poder. Ambos grupos creen que el significado del Zohar es triple; es una fuente del poder, la causa de la crisis del Gnosis, y de la llave al U-DO (una dimensión más alta). Así, las dos facciones creen que el Zohar podría ser la llave para la destrucción del Gnosis y una senda al poder ilimitado. Al mismo tiempo, la Fundación Kukai, una organización independiente fundada secretamente por el gobierno autónomo de Second Miltian, procura reunir también el Zohar y los Emuladores de Zohar mientras investigan la conspiración que los rodea. 
Desde que empezó en la era de "Lost Jerusalem", muchos investigadores han estudiado y han tratado de controlar el Zohar. Entre los resultados de esta investigación destaca el desarrollo de varios Emuladores de Zohar. Sin embargo, el poder original de Zohar eclipsa todavía la producción de energía de cualquier Emulador conocido, a pesar de que uno de los Emuladores causara la desaparición del planeta Ariadne. Lo que es más importante, ningún Emulador es capaz de realizar la función verdadera del Zohar. 
Como resultado, la sociedad de Ormus y la Federación Galactica están obsesionados con encontrar el Zohar original que fue sellado lejos en Miltia al final del Conflicto de Miltian. Sin embargo, la llave para liberar a Miltia y el Zohar Original está contenida dentro de los Y-DATA, que están escondidos dentro de la mente de un Realian llamado MOMO. Para recuperar los Y-DATA, Ormus organiza un complot contra la Federación de Galaxia y sus aliados utilizando una serie de organizaciones falsas y personas infiltradas , así como su fuerza militar, la Organización del U-TIC y una figura enigmática conocidos como Albedo. En cambio, la Federación de Galaxia emplea un ciborg denominado "Ziggurat 8" para rescatar a MOMO y actuar como su guardaespaldas.
Mientras tanto, las Industrias Vector, la corporación más grande de la galaxia y el principal fabricante de armas para la Federación Galáctica, investiga actualmente nuevas maneras de utilizar la nanotecnología para construir un androide de batalla anti-gnosis, cuyo nombre en clave es KOS-MOS. Esto es bastante inusual, ya que los androides habían sido reemplazados durante muchos años por criaturas artificiales conocidas como Realians. Sin embargo, las Industrias Vector y su jefe de primera división R&D, Shion Uzuki, tiene otras ideas. Shion, una investigadora de software que viajaba en el cohete Woglinde, se ve envuelta en una conspiración no solo para controlar Gnosis y el Zohar Original sino también para cambiar el destino de toda humanidad.

## Personajes jugables
Xenosaga presenta a una serie de personajes que son lentamente presentados mientras la serie se desarrolla. La siguiente es una descripción breve de los personajes jugables según el orden de jugabilidad. El teniente Virgil, Mary Godwin, Allen Ridgeley, Miyuki Itsumi, y Canaan son solo jugables por un corto espacio de tiempo; por lo tanto, ellos serán descritos en último lugar. 
- Shion Uzuki : Ingeniera principal de las Industrias Vector primera división R&D, es una joven mujer, diseñadora principal en el proyecto de KOS-MOS y especializada también en la tecnología de Realian. Sin embargo, durante los acontecimientos que suceden entre Episodios II y III, Shion se distancia de Vector. Shion ignora el hecho que su papel en la historia es más de lo que aparenta.
- KOS-MOS: Es un androide femenino de batalla desarrollado por Industrias Vector (principalmente Shion y Kevin Winnicot). Aunque su desarrollo fuera retrasado por un incidente dos años antes del Episodio I, llega a ser completamente funcional durante el desastre de Woglinde. KOS-MOS tiene una gran lealtad a Shion que solo está subordinado a órdenes desconocidas de Industrias de Vector.
- Ziggurat 8: Un ciborg humanoide que desea llegar a ser una máquina para no recordar más lo que es ser humano, o su pasado trágico. Ziggurat 8 ("Ziggy") le ofrece su amistad a MOMO al rescatarla del asteroide de U-TIC "Pleroma" durante el Episodio I. El pasado de "Ziggy" aparece varias veces más durante la saga.
- MOMO: Una niña Realian, desarrollada por Joachim Mizrahi, tomando como base a su hija Sakura. MOMO es capturada por la Organización del U-TIC porque lleva información valiosa: los Y-DATa. Ella ofrece su amistad a Ziggurat 8 cuando la rescata del Pleroma.
- Chaos: Una figura enigmática que parece ser un adolescente de cabello plateado (una escena en retrospectiva revela que no ha envejecido desde que el Conflicto de Miltian). Miembro de la tripulación de Elsa, sus orígenes son desconocidos. Sin embargo, posee el poder para destruir el Gnosis con el toque de su mano.
- Jr.: Una unidad U.R.T.V. que jugó un papel muy importante en el Conflicto de Miltian. Jr. es en realidad un hombre atrapado en un cuerpo de niño debido a su modificación genética. Jr. y su hermano menor, Gaignun Kukai, son los líderes de la Base de Kukai.
- Jin Uzuki: Es el hermano mayor de Shion. Dirige una librería en Miltian II. Sin embargo fue una vez un comandante de la Federación que trató de encontrar la verdad detrás del Conflicto de Miltian. En el Episodio II se une a la búsqueda para confirmar lo que aprendió acerca del Conflicto.
- Teniente Luis Virgil: Un soldado en el gobierno de Miltian, y en un veterano en el Conflicto de Miltian catorce años antes del Episodio I. Al abordar el Woglinde durante el ataque del Gnosis, Virgil es jugable por un tiempo corto, hasta que finalmente es matado por KOS-MOS. Reaparece luego como el testamento azul.
- Mary Godwin: Segundo al mando del Durandal y el jefe de división de Estrategia de la Base de Kukai. En el Acorazado del U-TIC durante el Episodio I, Mary es un personaje jugable, pero no aparece como personaje dentro de las batallas. En vez de eso, ella dirige una A.G.W.S. rosa en cada batalla.

Con Mary, un Soldado de la Federación es también jugable. Pero, como Mary, no tiene personaje dentro de la batalla y dirige un A.G.W.S. Este soldado no parece tener conexión en la historia.
- Canaán: Introducido en una escena retrospectiva en el principio del Episodio II, Canaan es un Realian que se implicó en el Conflicto de Miltian. Él es un tipo de Realian especial ya que no fue afectado por el fenómeno que causó que el estándar de Realians enloqueciera durante el incidente. Canaan acompañó a chaos en una misión para infiltrarse secretamente en la Milicia y ayudar al U.R.T.V.s. Durante la misión, contactó con Jin Uzuki y aceptó grabar los Y-Data en su propio banco de memoria. En el Episodio III, Canaan se une a Shion en su búsqueda.
- Allen Ridgeley: Asistente y amigo de Shion, Es el segundo al mando del proyecto KOS-MOS. Aunque es dos años mayor que Shion, es relativamente nuevo en las industrias Vector. A menudo actúa tímidamente ante Shion porque está enamorado de ella, aunque ella no sea muy consciente de este hecho. Allen se une al equipo en el Episodio III para actuar como apoyo (aunque está bastante obsoleto).
- Miyuki Itsumi: Otro miembro de Industrias Vector, y algo parecido a un fan de Shion. Miyuki fue una vez un miembro de segunda división de R&D de Vector. Solicitó una transferencia a la primera R&D División y fue aceptada, llegando a ser uno de subordinados de Shion. En el Episodio III, Miyuki se une a Shion en su búsqueda para llegar al fondo de la corrupción de Vector.